# Mike Fanning
Pour les articles homonymes, voir Fanning (homonymie).
(en) Statistiques sur pro-football-reference
Michael LaVern Fanning (né le 2 février 1953 à Tulsa (Oklahoma) et mort le 30 octobre 2022) est un joueur américain de football américain.

## Carrière

### Université
Mike Fanning fait ses études à l'université Notre-Dame, jouant avec l'équipe de football américain de l'université. Il réalise durant son passage à l'université 164 tacles et est le defensive tackle titulaire durant deux saisons (1973 et 1974). En 1974, différents organismes le nomme All-America. La défense de Notre Dame est d'ailleurs connu en ce temps pour être l'une des meilleures des États-Unis, notamment grâce à Fanning.

### Professionnel
Mike Fanning est sélectionné au premier tour du draft de la NFL de 1975 par les Rams de Los Angeles au neuvième choix. Après une saison 1975 le voyant nommé dans l'équipe des rookies de la saison en NFL, il est désigné comme le successeur du vétéran Martin Olsen qui quitte la franchise après quatorze saisons. Fanning ne déçoit pas et exécute quatre sacks en 1976. Il joue plus comme remplaçant durant les deux saisons suivantes avant de profiter en 1979 d'une blessure de Cody Jones, devenant titulaire et alignant huit sacks en 1979 et dix en 1980.
En 1983, Mike Fanning est échangé aux Lions de Détroit après une saison marquée par une blessure de Fanning. Il entre surtout en cours de match avec les Lions, ne recevant pas vraiment de place de titulaire. Il réalise le seul safety de sa carrière lors de cette saison.
Après cette saison, il est libéré par Détroit et les Seahawks de Seattle le recrute comme agent libre. Il entre au cours de tous les matchs de la saison, réalisant sept sacks avant de prendre sa retraite après dix saisons au haut niveau.